# Everdina Huberta van Wijnbergen

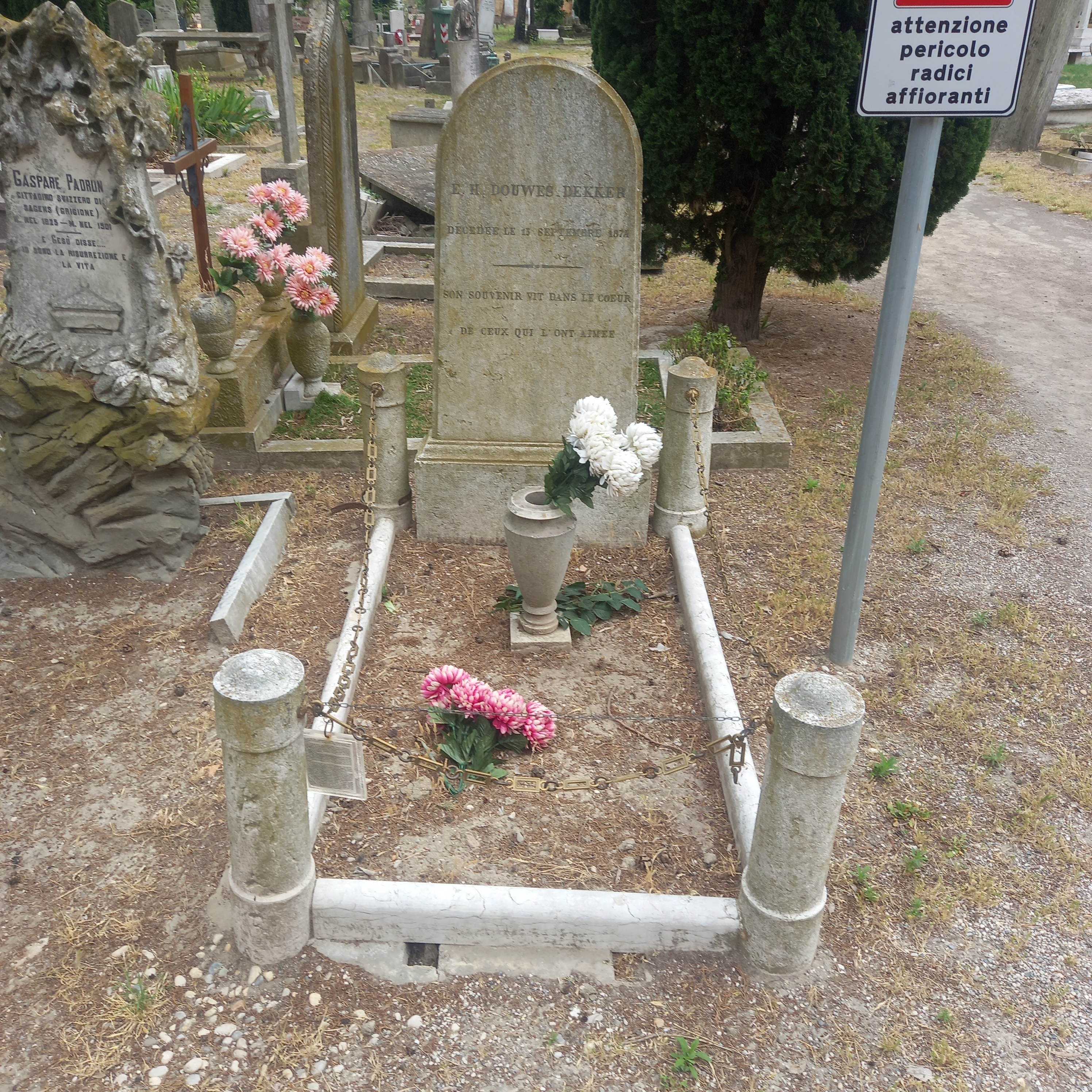
Het graf van Everdina Hubertina van Wijnbergen op begraafplaats San Michele te Venetië

Everdina (Tine) Huberta van Wijnbergen (Antwerpen, 26 september 1819 - Venetië, 13 september 1874) was de eerste vrouw van schrijver Eduard Douwes Dekker en komt voor in de boeken Max Havelaar, Heren van de thee en Tine.
Tine was dochter van Charles Frederic Jean Pierre baron van Wijnbergen (1796-1829) en Marie Anna Arnolda Fischer van Monrepos (1798-1823). De adellijke titel van Tine en haar beide zusters werd niet officieel geregistreerd. Nadat hun ouders al jong stierven werden de meisjes opgevoed door hun grootmoeder en haar twee ongehuwd gebleven dochters. 
In 1837 werden zij en haar zuster opgenomen in het gezin van haar achterneef en voogd, Jan Pieter van der Hucht. Met hem en zijn familie vertrokken zij in 1845 naar het theeland Parakan Salak op Java. Zijn broer, Willem van der Hucht, verzocht Douwes Dekker om de zusters Van Wijnbergen in Batavia af te halen en naar de Preanger te begeleiden. Op 26 september 1845 verloofde Tine zich met Eduard Douwes Dekker. Op 10 april 1846 werd het huwelijk voltrokken op het Javaanse Tijandjoer. Ze kregen twee kinderen, Edu en Nonnie.
Ze werd bekend als Tine in het boek Max Havelaar. In 1866 kreeg ze door Stephanie Etzerodt, later mevrouw Omboni, een betrekking als gouvernante in Italië. Ze kwam nog eens bij Dekker terug, maar vertrok in 1868 opnieuw met haar kinderen naar Venetië. Haar brieven aan Stephanie Etzerodt werden in 1895 uitgegeven door dr. Julius Pée.

## Tine
Nadat Nelleke Noordervliet door haar studie in contact was gekomen met het werk van Multatuli, koos zij Tine als onderwerp voor haar debuutroman Tine of de dalen waar het leven woont. In dit boek verblijft Tine in 1874 met haar kinderen Edu en Nonnie in Venetië. Ondertussen verblijft Dekker met zijn vriendin Mimi in Nederland. Tine blikt in een gefingeerd dagboek terug op de laatste maanden van haar gekwelde leven. Zo kijkt zij terug op de periode in Menado, het verkwistend verlof in Nederland, de zaak-Lebak en het schrijven van de Max Havelaar en van Minnebrieven van Multatuli. Ze spaart zichzelf niet in haar opofferingen tijdens het huwelijk met de overspelige Eduard Douwes Dekker, die in het boek meestal 'Dek' of 'Dekker' wordt genoemd.